# Kittipong Rongrak
Kittipong Rongrak (* 20. Februar 1985) ist ein ehemaliger thailändischer Fußballspieler.

## Karriere
Kittipong Rongrak stand 2015 beim Sisaket FC unter Vertrag. Der Verein aus Sisaket spielte in der ersten Liga des Landes, der Thai Premier League. 2015 absolvierte er zwei Erstligaspiele. 
Kittipong Rongrak stand außerdem bei folgenden Vereinen unter Vertrag:
- Erste Liga:

Thailand Tobacco Monopoly FC
Bangkok Glass FC
Wuachon United
- Zweite Liga

Songkhla FC
Krabi FC
Port FC
- Dritte Liga

Trang FC
Kasem Bundit University FC
Surat Thani FC
- Vierte Liga

Trang FC
Chamchuri United FC
In was für einen Zeitraum er bei den jeweiligen Mannschaften unter Vertrag stand, ist unbekannt.
Im August 2021 unterschrieb er einen Vertrag bei seinem ehemaligen Verein Trang FC. Der Verein aus Trang tritt in der Southern Region der Dritten Liga an. 
Im Juli 2024 beendete er seine aktive Karriere als Fußballspieler.